# Dress You Up
«Dress You Up» es una canción interpretada por la artista estadounidense Madonna, publicada como el quinto y último sencillo de su segundo álbum de estudio, Like a Virgin, el 24 de julio de 1985 por Sire Records. Fue el último tema en ser agregado al disco, ya que las compositoras Andrea LaRusso y Peggy Stanziale lo presentaron con retraso debido a que estaban ocupadas con otros proyectos. El productor Nile Rodgers no quiso incluirla en el disco por falta de tiempo para grabarla, pero Madonna lo hizo cambiar de opinión porque le agradó la letra.
Se trata de una canción dance pop con un ritmo marcado por la percusión, acompañada de guitarras y voces de un coro. La letra se basa en una metáfora de moda y sexo, donde compara el acto de vestirse con la pasión. Una interpretación en directo de su primera gira, The Virgin Tour (1985), se usó como vídeo musical y recibió una nominación en los MTV Video Music Awards de 1986 en la categoría de mejor coreografía, pero perdió ante «Raspberry Beret» de Prince & The Revolution.
Los críticos reaccionaron positivamente al carácter dance pop del tema. «Dress You Up» se convirtió en el sexto sencillo consecutivo de Madonna en ubicarse en los cinco primeros puestos de las listas de éxito de Estados Unidos. También alcanzó los diez primeros en Australia, Bélgica, Canadá, Irlanda, Nueva Zelanda y Reino Unido. El comité Parents Music Resource Center (Centro de Recursos Musicales de Padres) se pronunció en contra de la canción por percibir contenido sexual en la letra. La canción ha sido incluida en cuatro de las giras musicales de Madonna, la última de las cuales fue en el Rebel Heart Tour de 2015-2016. Además, ha sido versionada por múltiples artistas.

## Antecedentes y composición

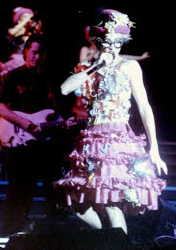
Madonna interpretando el popurrí de «Dress You Up», «Material Girl» y «Like a Virgin» en el Who's That Girl World Tour (1987)

«Dress You Up» fue el último tema en ser incluido en el álbum Like a Virgin. Al principio, el productor Nile Rodgers había solicitado a las compositoras Andrea LaRusso y Peggy Stanziale una canción de estilo chic para Madonna. No obstante, la composición les llevó un tiempo, puesto que ambas estaban ocupadas con otros proyectos. Cuando entregaron la letra, Rodgers la rechazó porque no había tiempo para componer una melodía y grabarla para el álbum, pero a Madonna le gustó y lo convenció de incluirlo. En Reino Unido, se publicó una edición limitada del disco en forma de estrella para ser acorde con su lanzamiento durante la temporada navideña. No se filmó un video musical para «Dress You Up»; en su lugar, se publicó la interpretación en directo del tema durante la gira The Virgin Tour (1985), en la ciudad de Detroit. El video recibió una nominación en los MTV Video Music Awards de 1986, en la categoría de mejor coreografía, pero perdió ante «Raspberry Beret» de Prince & The Revolution. No alcanzó a ser nominado en los rubros de mejor video femenino y mejor escenario de actuación, sin embargo apareció en la lista de semifinalistas. En 2009, el tema se incluyó en la edición de lujo del recopilatorio Celebration.
Musicalmente hablando, «Dress You Up» es una canción dance pop basada en una característica caja de ritmos, que consiste en un verso de dos acordes. Las voces de un coro acompañan al estribillo que cuenta con una progresión de cuatro acordes y una sola nota de guitarra, tocada por Rodgers. El puente consiste en un solo de guitarra eléctrica. Hacia el final del tema, la percusión pasa a un segundo plano, mientras la clave aumenta. De acuerdo con la partitura publicada en Musicnotes.com por Alfred Publishing, el tema está compuesto en el compás de 4/4, con un tempo moderado de 100 pulsaciones por minuto y se encuentra en la tonalidad de la menor. El registro de Madonna abarca desde la nota si♭ mayor a fa♯ menor. La secuencia básica de su progresión armónica es si octava-do-sol menor octava cuarta-si octava-la en los versos y si octava-do-la menor octava cuarta-re menor en el estribillo. Adam Sexton mencionó que la melodía era «traqueteante». La letra es una metáfora de moda y sexo. Madonna canta sobre indumentaria que le gustaría poner a su hombre para poder acariciar su cuerpo con sus manos. Según Rikky Rooksby, autor de Madonna: The Complete Guide To Her Music, la línea I'll create a look that's made for you (en español:«Voy a crearte una imagen hecha para ti»), se convirtió en un sinónimo de la reinvención de su propia imagen a lo largo de su carrera.

## Recepción crítica

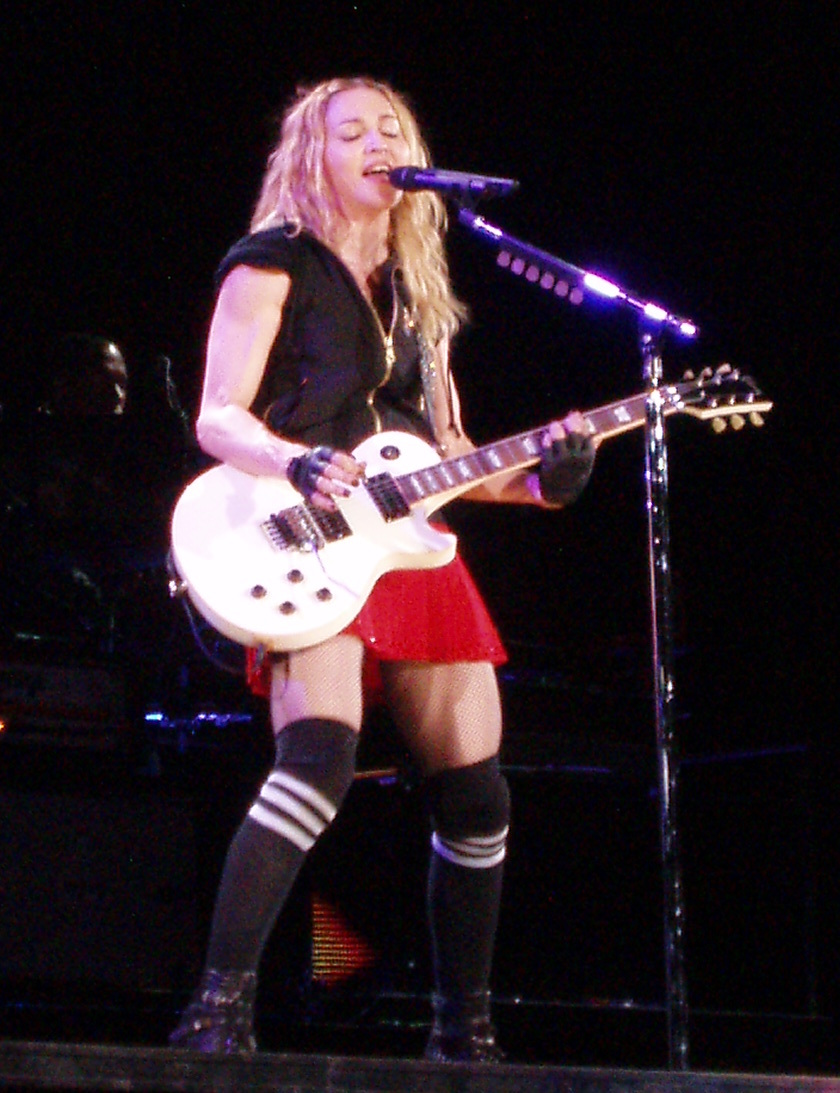
Madonna cantando «Dress You Up» con la guitarra eléctrica durante uno de los conciertos del Sticky & Sweet Tour (2009)

Tras su lanzamiento, «Dress You Up» recibió reseñas generalmente positivas. Nancy Erlick de la revista Billboard, opinó que el carácter del tema reflejaba a «[Madonna] La modelo pin-up de revista; picante y ansiosa por agradar». Alex Henderson, de Allmusic, comentó: «Los dones de Rodgers para hacer música dance seductiva y elegante [la especialidad de Chic] son evidentes en joyas como "Dress You Up"». Stephen Thomas Erlewine, del mismo portal, se refirió al tema como «una excelente [canción] dance-pop estándar». Santiago Fouz-Hernández y Freya Jarman-Ivens, autores de Madonna's Drowned Worlds: New Approaches To Her Cultural Transformations, comentaron que Madonna interpreta la canción como una «gatita sexy». Sal Cinquemani de Slant Magazine la llamó «irresistible». Óscar García Blesa, de la revista española Efe Eme, la llamó «ingenua y de una sencillez melódica apabullante». William McKeen, autor de Rock and Roll is Here to Stay, mencionó que la melodía de «Dress You Up» era un «traqueteo insistente». Debby Miller de Rolling Stone dijo: «A pesar de su voz de niñita, [en 'Dress You Up'] hay una corriente subterránea de ambición que la transforma en algo más que la última Betty Boop». En 2016, la misma revista la colocó en la decimoquinta posición de su conteo de los mejores temas de Madonna: la llamó «la producción más funky de Nile Rodgers», que además «se convirtió en un himno de estilo para una generación de jóvenes wannabes».
Sebas E. Alonso, del sitio web español Jenesaispop, destacó a «Dress You Up» como uno los mejores temas del álbum Like a Virgin y opinó: «Si hay algo que diferencia a Madonna de otras cantantes de éxito es el modo en el que hace de sus títulos grandes declaraciones de intenciones [...] "Dress You Up" hace un paralelismo ultra cool entre amor y moda». En marzo de 2008, lo ubicó en el puesto 22 de la lista de los cuarenta mejores temas de Madonna y señaló que contaba con «una de las letras más cool que jamás se han escrito». Diez años después, el mismo autor volvió a incluirlo en el puesto 24 de los 60 mejores de la artista, en conmemoración por su 60.º cumpleaños; al respecto, declaró que «la producción es un absoluto prodigio desde que se lanza la base principal, añadiendo después un bajo lustroso, unos teclados que no pueden tener más groove, un solo de guitarra y unos coros masculinos que no pueden sonar más sexys». Louis Virtel, de TheBacklot.com, la ubicó en la posición 38 del conteo de las 100 canciones más destacadas de la intérprete, y la calificó como «tonta y un poco escandalosa [...] Es perfecta». En una reseña más negativa, Dave Karger de Entertainment Weekly opinó que el sencillo resultaba un «poco inmaduro y repetitivo». Jim Farber, de la misma publicación, comentó que «la canción se hizo para trascender la era Dynasty».
Ed Masley, de The Arizona Republic, elogió su «encanto femenino que hace todo lo posible por hacerte creer que no hay insinuaciones sexuales». El autor J. Randy Taraborrelli mencionó en su libro Madonna: An Intimate Biography que Like a Virgin «provoca con canciones como "Dress You Up", "Material Girl", "Angel" y el tema que da título al álbum». Marcel Danesi opinó en Popular Culture: Introductory Perspectives que el tema y «Material Girl» «ridiculizan y apoyan la popular visión implícita de [las] mujeres como objeto de voyeurismo». En su reseña del álbum The Immaculate Collection, Alfred Soto de Stylus Magazine dijo: «Los sencillos  top 5 de Like a Virgin ausentes, "Dress You Up" y "Angel", resaltan de manera eficaz la decidida superficialidad de Madonna, un estilo que fastidia a los ignorantes de hoy en día y que ha dificultado que sus habilidades musicales sean valoradas». En su libro The All Music Guide to Electronica: The Definitive Guide to Electronic Music, el autor Vladimir Bogdanov sostuvo que «Dress You Up», junto con otras canciones de Madonna como «Angel», «True Blue», «Who's That Girl» y «Causing a Commotion», era uno de «los grandes éxitos que no están presentes en [el álbum recopilatorio] The Immaculate Collection». Chris Smith, autor de 101 Albums that Changed Popular Music: A Reference Guide, la calificó como «positivamente potente».  «Dress You Up» logró, según Caroline Sullivan de The Guardian, que «[Madonna] suene, por primera y única vez, como una virgen».
Samuel R. Murrian, de la revista Parade, lo ubicó en el puesto 31 de la lista de los 100 mejores sencillos de Madonna; lo llamó «contagioso» y «ligeramente subido de tono». En agosto de 2018, Chuck Arnold de Entertainment Weekly lo ubicó en la 32.° posición del ranking de los mejores sencillos de la cantante y lo llamó «imposible de resistir». En otro artículo para Billboard, Arnold la consideró la tercera mejor canción de Like a Virgin y sostuvo que «captura completamente a Madonna en el proceso de convertirse en un ícono  sexual positivo. Para una canción que no fue escrita por ella, suena mucho a ella. O al menos a la Madonna de 1984». Justin Myers, de la Official Charts Company, también elogió la letra por ser «inteligente, sensual y muy Madonna». Del portal Medium, Richard LeBeau escribió: «Es juvenil y no se aleja demasiado de la fórmula de sus primeros éxitos, pero es una canción dance-pop inteligente y compulsivamente escuchable». Joe Morgan, de Gay Star News, opinó que era «una divertida canción de los 80. Nada más». Por último, Andrew Unterberger de Billboard la nombró su 33.° mejor sencillo; «con un estribillo impresionante, una línea de sintetizador contagiosa y unos oww de fondo perfectamente colocados, el hecho de que ["Dress You Up"] fuera solo el cuarto mejor sencillo extraído de Like a Virgin demostró la potencia que era y en la que se convertiría Madonna».

## Recepción comercial
El 17 de agosto de 1985, «Dress You Up» debutó en el puesto treinta y seis de la lista Billboard Hot 100. Tras siete semanas, alcanzó el quinto lugar en dicho conteo, lo que lo convirtió en el sexto tema consecutivo de Madonna entre los cinco primeros puestos. También alcanzó la posición treinta y cuatro de la lista Hot Adult Contemporary Tracks, la tercera del Hot Dance Music/Club Play y la sesenta y cuatro del Hot R&B/Hip-Hop Songs. En la lista de fin de año de 1985, el tema apareció en la posición noventa y cuatro, lo cual convirtió a Madonna en la artista pop con mayor cantidad de ventas de dicho año. En Canadá, el tema debutó en el número noventa del conteo de la revista RPM el 24 de agosto de 1985. Siete semanas después, alcanzó el décimo puesto y permaneció un total de veinte semanas en la lista. «Dress You Up» también logró entrar en el conteo de la revista canadiense The Record, la semana del 28 de septiembre de 1985. El 12 de octubre del mismo año, logró llegar al número diecinueve. Luego, el 26 de octubre alcanzó el quinto lugar, donde permaneció, hasta finalmente alcanzar la octava posición de la lista
En Reino Unido, «Dress You Up» se publicó el 7 de diciembre de 1985, y debutó en la duodécima posición de la lista oficial; ocho días después, alcanzó el quinto puesto. También alcanzó la duodécima posición en el contado de la revista Music Week. El primero de diciembre de 1985, el tema recibió un disco de plata por parte de la British Phonographic Industry (BPI) por haber venido 200 000 copias. Según la Official Charts Company, el sencillo ha vendido alrededor de 210 000 copias en ese país. En Australia, debutó en la quinta posición en octubre de 1985, por lo que fue el sexto sencillo de Madonna entre los diez primeros lugares en dicho país. También alcanzó el top veinte de las listas en Bélgica, Francia, Irlanda, Países Bajos, Nueva Zelanda, España, Suiza y del conteo Eurochart Hot 100, aunque quedó justo fuera del top veinte en Italia. Bill Lamb, de About.com, colocó al tema en el quinto puesto en Top 40/Pop de la cantante. El tema permaneció una semana en la posición número veinte del conteo GfK Entertainment Charts de Alemania.

## Interpretaciones en directo
Madonna cantó «Dress You Up» por primera vez durante la fiesta de cumpleaños del artista Keith Haring, celebrada el 16 de mayo de 1984 en la discoteca Paradise Garage; portó una chaqueta negra pintada por el artista y la cantó sobre una cama de latón cubierta con volantes y cosida con rosas blancas. Posteriormente, incluyó el tema en sus giras Virgin (1985), Who's That Girl (1987), Sticky & Sweet (2009) y Rebel Heart Tour (2015-2016). En The Virgin Tour, fue la primera canción del repertorio. Cuando empezaba a escucharse la canción, Madonna aparecía en la cima de unas escaleras, efectuando diversas poses antes de bajar al escenario principal e iniciar la interpretación del tema. El vestuario consistió de un sostén negro debajo de un top azul transparente, una falda verde, medias de encaje y una chaqueta de estampado colorido y brillante con distintos crucifijos que le colgaban del cabello, cuello y orejas. El autor Leo Tassoni describió el atuendo de la cantante como «una explosión de colores que le daba un aire alegre y desenfrenado». Esta interpretación figuró en el primer álbum de vídeo de la cantante, Madonna Live: The Virgin Tour. Dos años después, en el Who's That Girl World Tour de 1987, Madonna incluyó «Dress You Up» en un popurrí con «Material Girl» y «Like a Virgin». Usó para la ocasión un traje elaborado inspirado en Edna Everage, que consistía en un sombrero adornado con fruta de plástico, flores y plumas, un par de gafas adornadas con joyas y marcos negros gigantes, una falda de volantes y una camiseta cubierta con objetos como relojes, muñecas y anzuelos. Carol Clerk, autora de Madonnastyle, opinó que el traje «era más ridículo que humorístico». Se pueden encontrar dos actuaciones diferentes de esta gira en los videos Who's That Girl – Live in Japan, filmado el 22 de junio de 1987 en Tokio, Japón, y Ciao Italia: Live from Italy, rodado el 4 de septiembre en Turín, Italia.

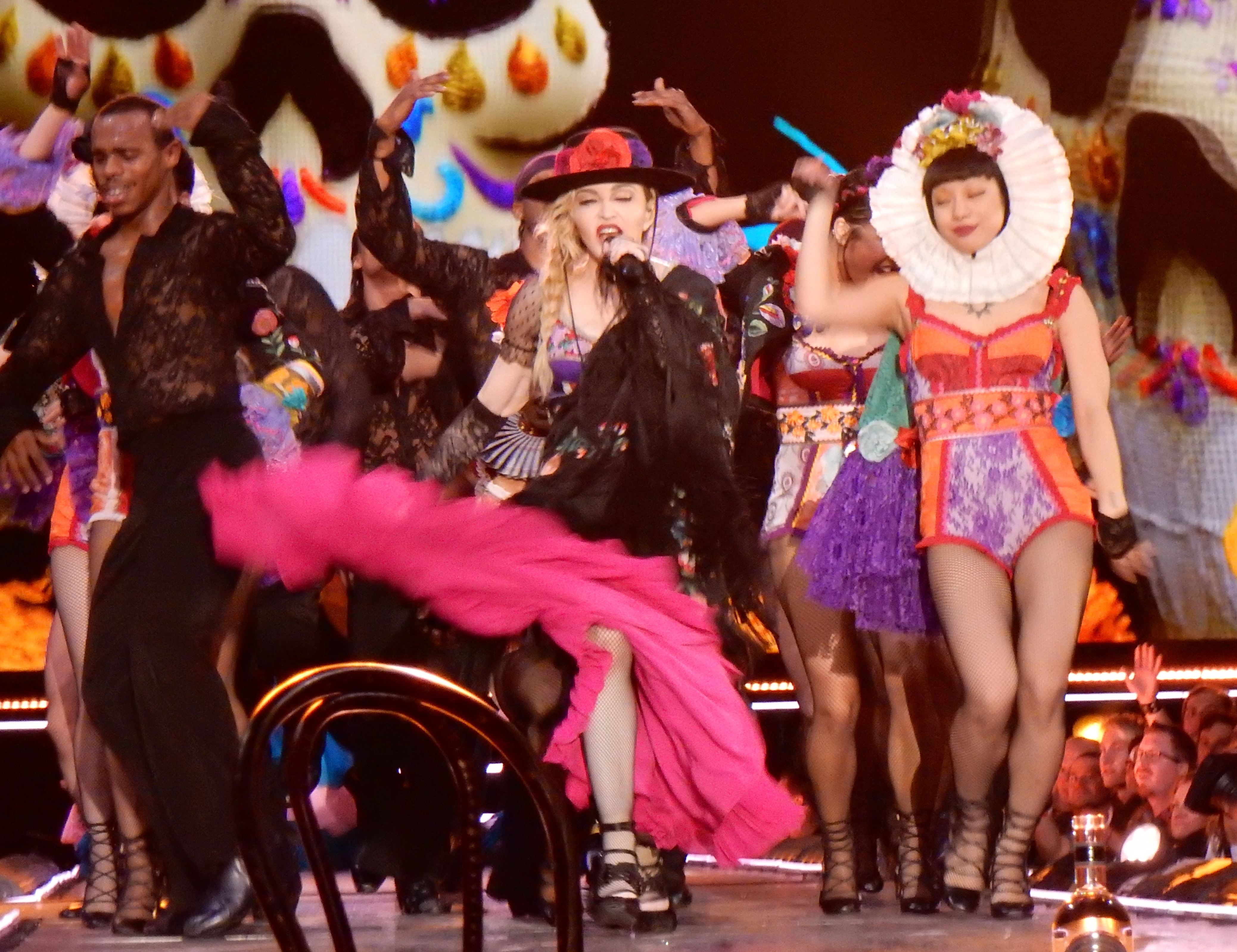
Madonna cantando «Dress You Up» en la gira Rebel Heart Tour; formó parte de un popurrí junto con «Lucky Star» e «Into the Groove»

Originalmente, «Dress You Up» iba a formar parte del repertorio de la gira de 2004 Re-Invention World Tour, inclusive se compuso una pista de acompañamiento; sin embargo, a Madonna se le dificultó aprenderse los acordes de guitarra y decidió interpretar «Material Girl» en su lugar. En el Confessions Tour de 2006, se usó en una introducción de «Music» (2000), junto con otras canciones como «Holiday» (1983), «Borderline» (1984) y «Erotica» (1992). En el Sticky & Sweet Tour de 2008, la cantante interpretó el primer verso y el estribillo de la canción en el bis de algunos conciertos, como en Los Ángeles y Filadelfia. Un año después, la agregó en la segunda etapa de la gira, donde reemplazó a la versión rock de «Borderline». La interpretó acompañada de la guitarra eléctrica en el segmento old school (vieja escuela), e incorporó el groove del tema «My Sharona» de The Knack, con elementos de «God Save the Queen» y «Mickey». Alex Macpherson, de The Guardian, elogió la «brillante perversión» de la interpretación.
En 2015, Madonna se presentó en el programa estadounidense The Ellen DeGeneres Show donde, junto con la presentadora Ellen DeGeneres, cantó el tema durante una reposición de la serie de conciertos del baño de DeGeneres. Se vistieron con batas combinadas y cantaron la canción mientras estaban sentadas en una silla, intercalando comentarios. En un momento, Madona se quitó la bata y mostró otro vestido con estampado de corazones y se puso a bailar alrededor de DeGeneres, quien traía puestas unas enormes gafas de sol. En el Rebel Heart Tour de ese mismo año, formó parte de un popurrí estilo cumbia y salsa junto con los temas «Lucky Star» (1983) e «Into the Groove». La presentación incluyó simbología del Día de Muertos e imágenes de bordados en las pantallas; la cantante, acompañada de bailarines mexicanos, vistió un largo vestido negro, guantes de encaje, sombrero y chal. En su reseña al concierto del Madison Square Garden en Nueva York, Rob Sheffield de Rolling Stone llamó la presentación «generosa y sin prisas», mientras que Joe Lynch de Billboard opinó que, «aunque [las] maracas fueron un poco excesivas, la nítida guitarra española hizo que [estas] canciones sonaran nuevamente orgánicas». Esta interpretación se puede encontrar en el quinto álbum en vivo de Madonna, Rebel Heart Tour (2017), aunque el fragmento de «Lucky Star» se omitió.

## Impacto y versiones de otros artistas

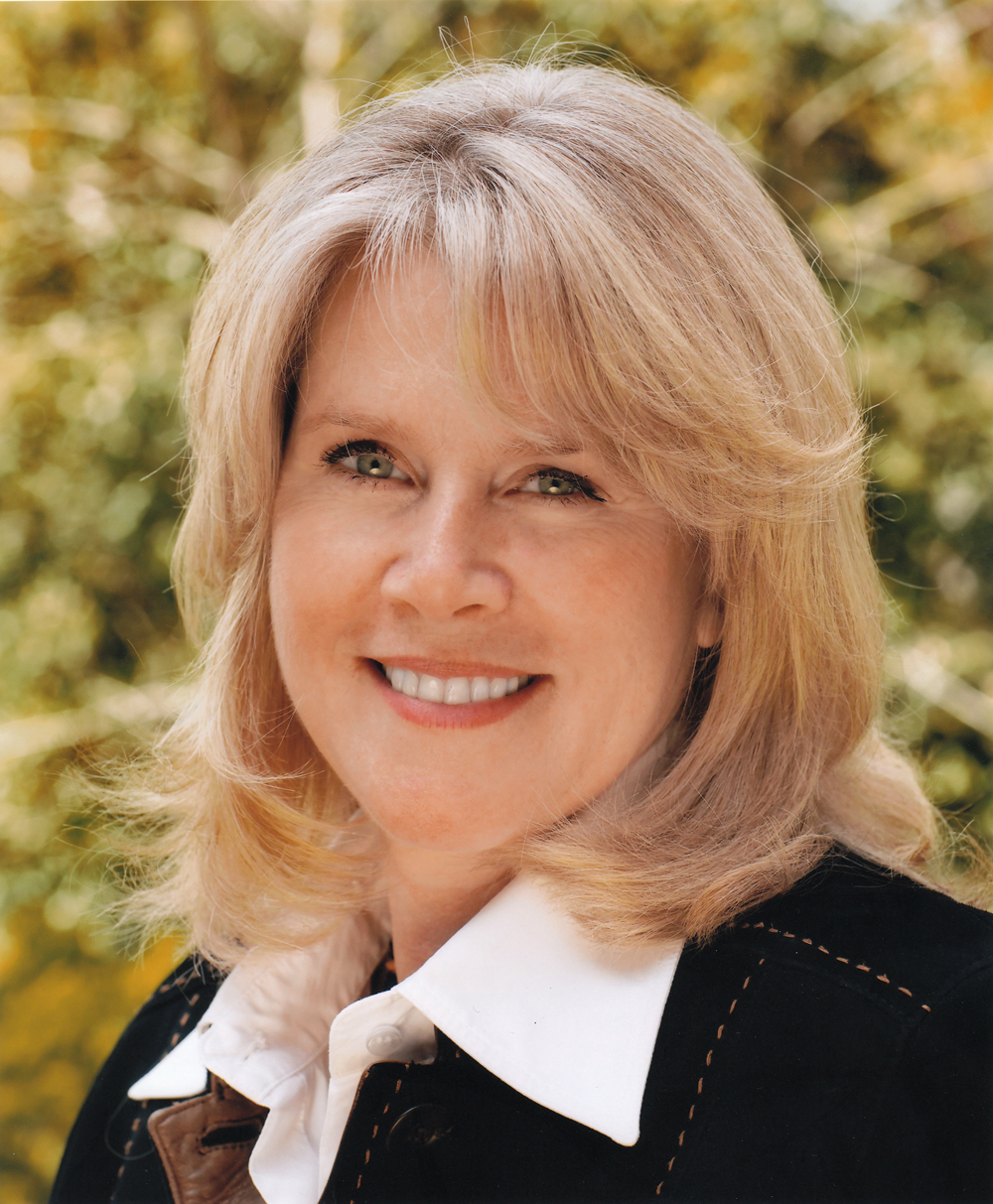
Mary Elizabeth «Tipper» Gore (fotografía) fue la segunda dama de los Estados Unidos y una de las fundadoras del Parents Music Resource Center

En 1985, «Dress You Up» recibió atención mediática cuando el comité estadounidense Parents Music Resource Center (PMRC)  lo incluyó en la lista The Filthy Fifteen (Las quince indecentes) por percibir contenido sexual en su letra. La fundadora Tipper Gore oyó a su hija escuchando el tema y consideró que el verso Gonna dress you up in my love (en español:«Voy a vestirte con mi amor») era un ejemplo de «música vulgar». El PMRC solicitó a la Recording Industry Association of America (RIAA) que proporcionara a los padres medios para identificar grabaciones de rock inapropiadas para menores —un sistema de clasificación basado en el contenido de la letra—. La RIAA clasificó a «Dress You Up» como 'S', («sexual y obscena»), mientras que el PMRC como 'X'. Gore comentó: «La cultura popular está en bancarrota moral, es flagrantemente depravada y completamente materialista y Madonna es la peor representante». De acuerdo con Bruce David Forbes y H. Mahan en su libro Religion and Popular Culture in America, los seguidores de Madonna dijeron: «¿Es que los conservadores culturales no se dan cuenta de que [Madonna] está tratando de molestar a la gente como ustedes? Si no les gusta, no lo escuchen. ¡Dejen de vigilar mi moralidad!». En 2003, la revista Q le solicitó a los admiradores de Madonna que votaran por el top 20 de sus sencillos de todos los tiempos, y «Dress You Up» fue ubicada en el octavo lugar.
Alex Greenwald, Rashida Jones y Jason Thompson, realizaron una versión de «Dress You Up» para un anuncio de televisión de la empresa textil estadounidense Gap, Everybody in Vests, dirigido por Pedro Romhanyi. Los productores Dust Brothers estuvieron a cargo de la música. También hicieron su propia versión bandas como Apollo Heights, mezclándolo con rock alternativo y shoegazer para su álbum recopilatorio Through the Wilderness (2007) y Zolof the Rock & Roll Destroyer de power pop con Reel Big Fish de third wave ska en su EP Duet All Night Long (2007). En 2008, la artista británica Kelly Llorenna grabó una versión que se lanzó como sencillo y más tarde como un video musical que se transmitió en Clubland TV el año siguiente. En el video se ve a Llorenna probándose una serie de vestidos en una tienda de ropas llamada Kelly Llorenna. Hacia el final, se la muestra conduciendo una limusina en traje de chófer. El actor y cantante estadounidense Darren Criss interpretó el tema en un video promocional a la iniciativa mundial Fashion’s Night Out. Amy Sciarretto de Popcrush opinó que: «[Criss] es fiel a la [versión] original de la era de los 80 de Madge, pero suena un poco diferente debido simplemente a que es cantado por una voz masculina a diferencia de la suya».

## Créditos y personal
- Madonna: voz
- Nile Rodgers: producción, guitarras
- Andrea LaRusso: composición
- Peggy Stanziale: composición
- Jimmy Bralower: programación de batería
- Rob Sabino: sintetizador, piano acústico
- Curtis King: coro
- Frank Simms: coro
- George Simms: coro

Créditos adaptados de las notas del álbum Like a Virgin.

## Formatos y remezclas
| 7"  |                             |          |  |
| N.º | Título                      | Duración |  |
| 1.  | «Dress You Up»              | 3:58     |  |
| 2.  | «Shoo-Bee-Doo» (versión LP) | 5:14     |  |

| 12" |                                              |          |  |
| N.º | Título                                       | Duración |  |
| 1.  | «Dress You Up» (The 12" Formal Mix)          | 6:15     |  |
| 2.  | «Dress You Up» (The Casual Instrumental Mix) | 4:36     |  |
| 3.  | «Shoo-Bee-Doo» (versión LP)                  | 5:14     |  |

| CD  |                                              |          |  |
| N.º | Título                                       | Duración |  |
| 1.  | «Dress You Up» (The 12" Formal Mix)          | 6:15     |  |
| 2.  | «Shoo-Bee-Doo»                               | 5:14     |  |
| 3.  | «Ain't No Big Deal» (versión LP)             | 4:17     |  |
| 4.  | «Dress You Up» (The Casual Instrumental Mix) | 4:36     |  |

| 7"  |                |          |  |
| N.º | Título         | Duración |  |
| 1.  | «Dress You Up» | 3:58     |  |
| 2.  | «I Know It»    | 3:45     |  |

| 12" |                                              |          |  |
| N.º | Título                                       | Duración |  |
| 1.  | «Dress You Up» (The 12" Formal Mix)          | 6:15     |  |
| 2.  | «Dress You Up» (The Casual Instrumental Mix) | 4:36     |  |
| 3.  | «Shoo-Bee-Doo»                               | 5:14     |  |

| Maxisencillo |                                              |          |  |
| N.º          | Título                                       | Duración |  |
| 1.           | «Dress You Up» (The 12" Formal Mix)          | 6:15     |  |
| 2.           | «Dress You Up» (The Casual Instrumental Mix) | 4:36     |  |
| 3.           | «Shoo-Bee-Doo» (versión LP)                  | 5:17     |  |

## Posicionamiento en listas y certificaciones
| Lista (1985-86)                                   | Posición |
| ------------------------------------------------- | -------- |
| Australia (Listas oficiales de Australia)         | 5        |
| Bélgica (Belgian VRT Top 30)                      | 4        |
| Canadá (Listas oficiales de Canadá)               | 10       |
| Países Bajos (Listas oficiales de Holanda)        | 7        |
| Europa (Listas oficiales de Europa)               | 6        |
| Francia (Listas oficiales de Francia)             | 18       |
| Irlanda (Listas oficiales de Irlanda)             | 3        |
| Italia (Listas oficiales de Italia)               | 16       |
| Alemania (Listas oficiales de Alemania)           | 20       |
| Nueva Zelanda (Listas oficiales de Nueva Zelanda) | 7        |
| España (Listas oficiales de España)               | 11       |
| Suiza (Listas oficiales de Suiza)                 | 20       |
| Reino Unido (Listas oficiales del Reino Unido)    | 5        |
| Estados Unidos (Billboard Hot 100)                | 5        |
| Estados Unidos (Adult Contemporary)               | 34       |
| Estados Unidos (Hot Dance Music/Club Play)        | 3        |
| Estados Unidos (Hot R&B/Hip-Hop Songs)            | 64       |

| Lista (1985)                           | Posición |
| -------------------------------------- | -------- |
| Estados Unidos (Billboard Hot 100)     | 98       |
| Estados Unidos (Dance Music/Club Play) | 13       |

| País        | Certificación |
| ----------- | ------------- |
| Reino Unido | Plata         |